# Amnéville
Amnéville é uma comuna francesa na região administrativa do Grande Leste, no departamento de Mosela. Estende-se por uma área de 10.46 km², e possui 10.505 habitantes, segundo o censo de 2018, com uma densidade de 1.000 hab/km².